# Љубиша Тумбаковић
Љубиша Тумбаковић (Београд, 2. септембар 1952) српски је фудбалски тренер и бивши фудбалер. Тумбаковић је најуспешнији тренер у историји ФК Партизан са освојених шест првенстава и три купа.

## Биографија
Играчку каријеру је почео у Радничком из Новог Београда, да би као 18-годишњак прешао у Партизан чији члан је био шест сезона. Играо је и у Вардару и Радничком из Сомбора. Као фудбалер није имао запаженијих успеха и наступа.
Тренерску каријеру је почео 1979. године у његовом Радничком, и ту екипу је водио шест сезона, да би након тога две сезоне предводио Обилић. Године 1989. је отишао у Кувајт где је једну сезону водио Каитан.
Године 1990. је преузео бригу о млађим селекцијама Партизана да би две године касније, након одласка тренера Ивице Осима, добио шансу у првом тиму црно-белих. Са Партизаном је (у два наврата) освојио шест титула Југославије и три Купа.
Године 1999. преузима атински АЕК са којим је освојио треће место у грчком шампионату, а онда је уследио повратак у Партизан који је водио наредне две сезоне. Партизан је напустио након пораза од прашке Спарте 5:1 у Купу Уефа и свађе са спортским новинаром Недељком Ковињалом.
Током 2003. године је био на клупи Ал Насра, а наредне 2004. године одлази у Кину и преузима Шандонг. Овај тим је водио пет сезона и освојио је две шампионске титуле и два Купа Кине. Током 2010. је водио ирански Стил Азин, а 2013. је био тренер кинеског Вухана.
У јануару 2016. је постављен за селектора репрезентације Црне Горе. У јуну 2019, одбио је да води репрезентацију на утакмици против селекције Косова, у оквиру квалификација за Европско првенство 2020, након чега је отпуштен.
Тумбаковић је 1. јула 2019. године постављен за селектора репрезентације Србије. Водио је национални тим Србије на 14 утакмица, остваривши притом шест победа уз четири ремија и исто толико пораза. Није успео да одведе Србију на Европско првенство 2021, иако је континентални шампионат проширен на 24 учесника. Након што је Србија била трећа у Групи Б квалификација, иза Украјине и Португала, шансу је имала у баражу захваљујући добром резултату у Лиги нација Ц. Србија је у полуфиналу баража савладала Норвешку у Ослу (2:0), али је у финалу на Стадиону Рајко Митић елиминисана од Шкотске, после извођења једанаестераца. Тумбаковић је 15. децембра 2020. године смењен са места селектора.

## Успеси

### Клупски
- Партизан

Првенство СР Југославије (6): 1992/93, 1993/94, 1995/96, 1996/97, 1998/99, 2001/02.
Куп СР Југославије (3): 1993/94, 1997/98, 2000/01.
- Шандонг

Првенство Кине (2): 2006, 2008.
Куп Кине (2): 2004, 2006.

### Индивидуални
Тренер године у Југославији (8): 1992, 1993, 1994, 1996, 1997, 1998, 2002, 2003.
Тренер године у Кини (2): 2006, 2008.